# Savia Orphanidou

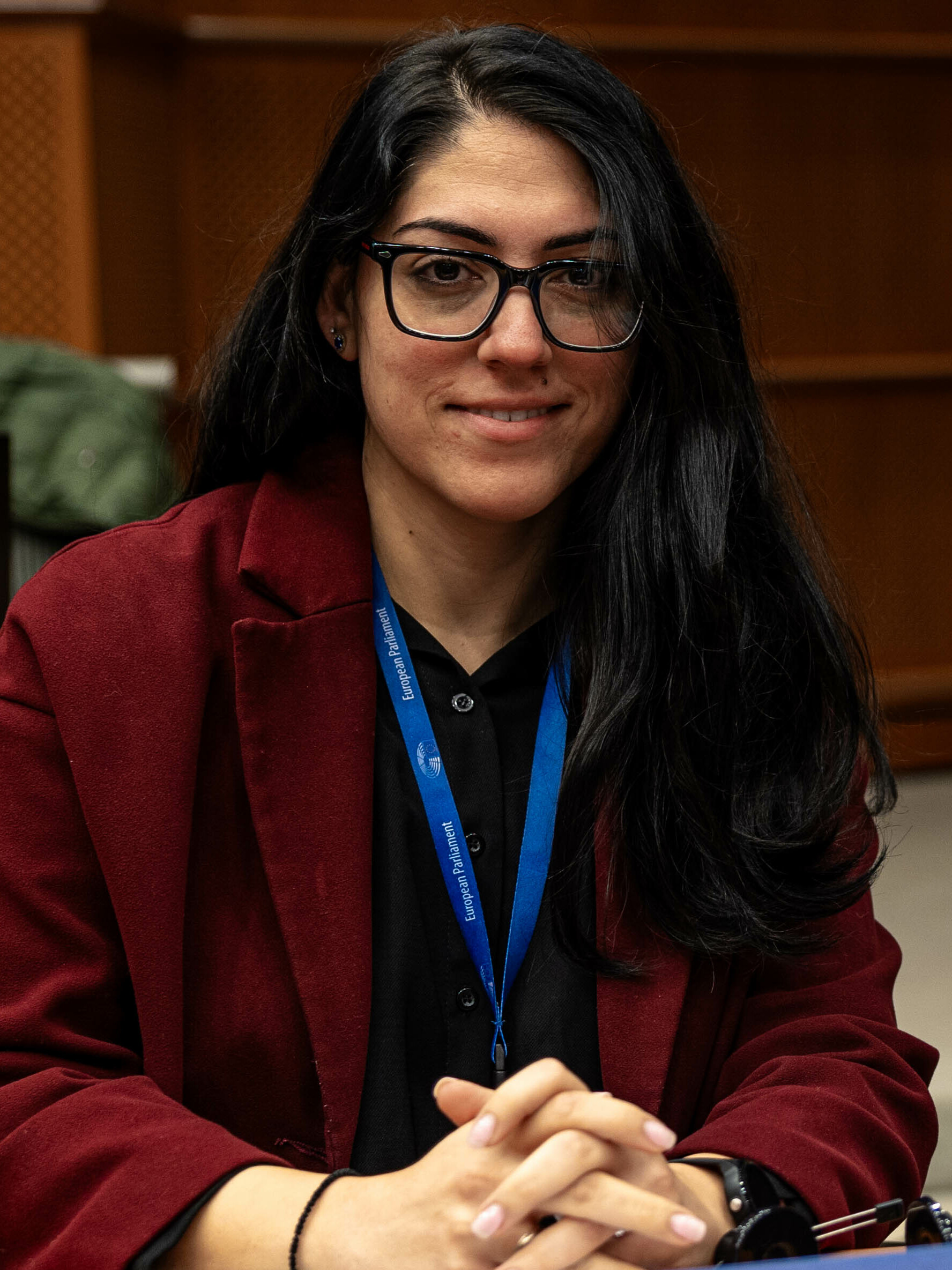
Savia Orphanidou (2023)

Savia Orophanidou (griechisch Σάβια Ορφανίδου; * 18. August 1979 in Nikosia) ist eine zyprische Wirtschaftswissenschaftlerin und Politikerin.

## Leben und Karriere
Savia Orphanidou besuchte die Englische Schule Nikosia (Αγγλική Σχολή Λευκωσίας) und studierte anschließend an der University of Warwick Wirtschaft und Politik. Dort absolvierte sie auch ihren Master im Fach Internationale Politische Ökonomie mit Schwerpunkt Fragen der Europäischen Union. 
Sie hat eine Tochter und lebt in Nikosia (Stand 2025).

## Karriere
2003 wurde Savia Orphanidou Mitglied des Provinzsekretariats der Jugend der Demokratischen Union von Nikosia (NE.D.I.SY.) und Provinzsekretär der Studierendenbewegung von Nikosia. Sie hatte in der NE.D.I.SY. verschiedene Ämter inne: Von 2005 bis 2007 war sie Sekretär für Presse und Werbung im Exekutivrat des NE.D.I.SY. und direkt danach Sekretär für Öffentlichkeitsarbeit und Werbung im Politischen Büro der Parteijugend. Dieses Amt übte sie bis 2009 aus. Später trat sie der Partei Dimokratikos Synagermos (Δημοκρατικός Συναγερμός) bei, die einen liberalen Konservatismus vertritt. In ihrer Partei wurde sie ab November 2010 stellvertretender Sekretär für politische Planung und wurde 2012 zum Mitglied des Politbüros gewählt. In dieser Zeit engagierte sie sich als Mitglied des technischen Ausschusses für Wirtschaftsfragen im Rahmen der Verhandlungen zur Beilegung des Zypernkonflikts von 2015 bis 2016.
Von 2002 bis 2006 war sie parlamentarische Mitarbeiterin der Partei Dimokratikos Synagermos und beschäftigte sich dabei vorwiegend mit Wirtschaftsfragen. Direkt danach übernahm sie das Amt einer Wirtschaftsreferentin im Finanzministerium, wo sie sich intensiv mit Fragen der Reform, des Bürokratieabbaus, der Erholung der zyprischen Wirtschaft und Energiefragen befasste. 2016 erklärte sie während des Wahlkampfes, dass einer ihrer politischen Schwerpunkte die Bekämpfung der Jugendarbeitslosigkeit sei.
2017 entsandte sie das zyprische Finanzministerium an die Europäische Investitionsbank (EIB) in Luxemburg, wo sich ihr Arbeitsbereich ausschließlich um die Tätigkeit der EIB in Zypern drehte. Bereits 2018 kehrte sie in ihre Heimat und ins Finanzministerium zurück, um sich mit der Gewinnung neuer Investitionen und der Unterstützung des öffentlichen und privaten Sektors in Zypern durch internationale und europäische Finanzinstitutionen zu beschäftigen. Ein Jahr später wurde sie Abgeordnete ihrer Partei in Nikosia. Am 30. Mai 2021 wurde sie wiedergewählt.
Seit dem 6. Mai 2023 ist sie Vizepräsidentin der Partei Dimokratikos Synagermos. In ihrer Funktion als Abgeordnete übt sie das Amt einer Stellvertretenden Vorsitzenden des parlamentarischen Ausschusses für Gesundheit aus. Sie ist zusätzlich Mitglied des parlamentarischen Ausschusses für Finanzen und Haushalt, des parlamentarischen Ausschusses für die Überwachung von Entwicklungsplänen und die Kontrolle der öffentlichen Ausgaben sowie des parlamentarischen Ausschusses für Umweltfragen. Außerdem gehört sie der parlamentarischen Delegation bei der interparlamentarischen Konferenz über Stabilität, wirtschaftliche Koordinierung und Regierungsführung in der Europäischen Union an.
Motiviert durch ihre persönlichen Erfahrungen setzt sich Savia Orphanidou für politische Maßnahmen ein, die das Recht jeder Frau auf Mutterschaft, auch durch Künstliche Befruchtung, erleichtern sollen. Sie erreichte, dass das dafür entwickelte Zuschussprogramm der Regierung sich auch auf alleinstehende Frauen und Frauen in einer außerehelichen Beziehung ausweitete und dass die einzelnen Schritte der Künstlichen Befruchtung aufgeschlüsselt wurden, damit Zuschüsse für jeden Schritt gewährt werden konnten. In dieses Programm wurde auch das Einfrieren von Eizellen integriert. Weiterhin engagiert sich Orphanidou innerhalb ihrer Arbeit als Mitglied des parlamentarischen Ausschusses für Gesundheit für die Schaffung eines rechtlichen Rahmens zur obligatorischen Einrichtung von Still- und Abpumpräumen an Arbeitsplätzen und öffentlichen Orten.